# Tung Lin Kok Yuen
Tung Lin Kok Yuen is een boeddhistische tempel in Happy Valley, Hongkong, Volksrepubliek China. De tempel werd in 1935 gebouwd in dezelfde tijd dat ook de Boeddhistische basisschool Po Kok werd gebouwd. Beide gebouwen zijn gebouwd door donaties van de echtgenote van Sir Robert Hotung, Cheung Lin-Kok en zijn geheel in Chinese stijl met Westerse invloed gebouwd. Het geld kreeg mevrouw Cheung van haar man voor hun vijftigste trouwjubileum.
De tempel biedt onderdak voor dertig nonnen en vijftig leken en biedt onderwijs voor vrouwen die non willen worden in de Mahyana traditie. Dit onderwijsprogramma duurt acht jaar en is de enige in Hongkong.